# Visão Júnior
A Visão Júnior é a única revista mensal portuguesa de informação dirigida a crianças e jovens entre os 6 e 14 anos, chegando às bancas todas as primeiras quintas-feiras de cada mês. Foi lançada a 5 de agosto de 2004.